# Brommella josephkohi
Brommella josephkohi là một loài nhện trong chi Brommella, họ Dictynidae.
Loài này được Shuqiang Li miêu tả năm 2017. Tính từ định danh loài lấy theo tên của Joseph K. H. Koh, nhà nghiên cứu nhện hàng đầu tại Singapore.

## Phân bố
Loài này được tìm thấy ở cao độ 151 m trong hang Y Lĩnh Nham (伊岭岩), 23°2.374′B 108°17.529′Đ / 23,039567°B 108,29215°Đ trong địa phận quận Vũ Minh, địa khu Nam Ninh, Quảng Tây, Trung Quốc.